# Brian May
Sir Brian Harold May, CBE, angleški kitarist, pevec in astrofizik, * 19. julij 1947, Hampton, London, Anglija.
May je najbolj znan kot član nekdanje angleške rock skupine Queen. Svojo prvo kitaro je pri šestnajstih letih izdelal sam s pomočjo očeta. Poimenoval jo je »Red Special« in nanjo igral številne Queenove hite, ki jim je ta kitara dala poseben zvok. Brianovi zgodnji vzorniki so bili Cliff Richard in skupina The Shadows ter legendarni Jimi Hendrix. Na mnogih Queenovih albumih se Brian pojavlja kot glavni vokal na skladbah kot so »39«, »Sail Away Sweet Sister«, »Good Company«, »Some Day One Day«, itd. Napisal je hite, kot so »We Will Rock You«, »Flash«, »Who Wants To Live Forever«, »Too Much Love Will Kill You«, na katerih nastopa kot stranski vokal.
Po smrti Freddia Mercurya leta 1991 je izšlo nekaj njegovih solo albumov, ki pa niso doživeli takšnega komercialnega uspeha kot tisti s skupino Queen. Za najboljšega od njih velja Back to the Light iz leta 1992, na katerem se nahaja hit singl »Driven By You«, ki je bil kasneje uporabljen v mnogih reklamah, npr. za vozila Ford. Brian May in Roger Taylor še vedno nastopata širom sveta v skupini z imenom Queen + Adam Lambert, kjer kot glavni vokalist nastopa Adam Lambert. Brian je dober prijatelj Axla Rosea in Slasha iz skupine Guns 'n' Roses, s katerima je nastopal na turneji 1992 leta kot gost. Nastopal je tudi s Zuccherom in z Alicem Cooperjem, pa tudi z drugimi zvezdniki. Še vedno uporablja svojo kitaro »Red Special«, tako izvirnik kot replike, ki jih izdeluje njegovo podjetje Brian May Guitars.
V sedemdesetih letih je May študiral na Imperialnem kolidžu v Londonu in diplomiral iz fizike in matematike, doktorski študij pa je prekinil zaradi uspeha skupine Queen. Oktobra 2007, več kot 30 let kasneje, je končal svojo disertacijo in pridobil naziv doktor astrofizike. Novembra istega leta je bil imenovan za rektorja Univerze Johna Mooresa v Liverpoolu.

## Priznanja
Briana so pri reviji Rolling Stone uvrstili na 5. mesto svoje lestvice 100 najboljših kitaristov vseh časov. Za svoj prispevek h glasbeni industriji je leta 2005 prejel naziv poveljnika Reda britanskega imperija, konec leta 2022 pa mu je britanski kralj Karel III. podelil še plemiški naziv.
Po njem so na predlog sir Patricka Moorea poimenovali asteroid 52665 Brianmay.